# Freeloaders
Freeloaders bestaat uit twee deejays/producers uit Manchester.

## Biografie
In 2005 scoorden ze een hit met So much love to give, waarbij ze gebruik maakten van een sample van Love's such a wonderful thing van The Real Thing (een bijzonder populaire groep in de jaren 70, met onder meer You to me are everything).

## Discografie
| Single met eventuele hitnotering(en) in de Nederlandse Top 40 | Datum van verschijnen | Datum van binnenkomst | Hoogste positie | Aantal weken | Opmerkingen                                  |
| ------------------------------------------------------------- | --------------------- | --------------------- | --------------- | ------------ | -------------------------------------------- |
| So much love to give                                          | 7-3-2005              | 21-5-2005             | 21              | 5            | met The Real Thing / Dancesmash op Radio 538 |